# 冇面俾
《冇面俾》，是1995年上映的一部香港動作喜劇片，由洪金寶執導，洪金寶監製，洪金寶、元彪、金城武、周海媚、童愛玲、劉曉彤主演。

## 劇情
督察Pierre Lau（洪金寶 飾）和他的年輕上司鄧英俊（金城武 飾）奉命與海關關員王郁文（元彪 飾）合作，以圍堵一宗毒品交易。 行動中，他們逮捕了大毒梟中村，繳獲建港以來最大一批毒品。 日本商人山本（蕭啟文 飾）是中村組織的主腦。 由於大量毒品被沒收而一無所有，山本走投無路，決定命令手下小龍（倪星 飾）從美國僱傭打手幫助他在警察局搶走毒品，銷毀證據，山本不會面臨任何指控並恢復崩潰的中村組織。

另一方面，柔情（周海媚飾）與Pierre是志同道合的同事，而暗戀Pierre的May（劉曉彤飾）卻不是他的目標。 與此同時，鄧川石對Pierre的下屬安娜（童愛玲飾）一見傾心，經常強迫Pierre做媒。

為了搶走警察局的毒品，僱傭打手在警察局內安放炸彈，迫使警察離開大樓，而他們冒充飛虎隊成員去證據室搶走毒品。 然而，他們的計劃被鄧川石悉破，在與Pierre與僱傭打手交戰後，其中一名僱傭打手成員肖恩（肖恩·帕特里克·貝瑞 Shawn Patrick Berry 飾）被捕，其餘成員成功逃脫。

此後，山本命令僱傭打手離開香港，但僱傭打手拒絕這樣做，因為肖恩的哥哥鮑比（羅伯特塞繆爾斯）拒絕在沒有他弟弟一起的情況下離開。 當山本的保鏢試圖殺死他們時，僱傭打手設法制服並殺死了他們。 僱傭打手隨後綁架了柔情並迫使 Pierre 釋放肖恩，在那裡他將拿回 Ching 和毒品以換取肖恩。Pierre決定自己動手，王郁文和鄧川石同意幫助他，而山本也決定收回毒品並殺死僱傭打手。

Pierre與僱傭打手對峙，他抓住了打扮得像肖恩的王郁文作為人質，以換取柔情和毒品，而鄧川石也打扮得像肖恩，他採取了另一條路來營救柔情。 但沒過多久就鬧翻天了，山本帶著小龍和兩名白人保鏢也到了。 經過幾次漫長的戰鬥，Pierre打敗了鮑比，鮑比後來被小龍殺死，Pierre殺死了小龍和山本，而王郁文在兩名僱傭打手蒂米（洪天明飾）和張（洪天祥飾）的幫助下殺死了兩名保鏢，他們決定轉向直接並成為證人，鄧川石與其餘僱傭打手和保鏢發生槍戰。 最後，Pierre與柔情重逢。

## 演員表
| 演員   | 角色        |
| 洪金寶 | Pierre Lau  |
| 元彪   | 阿元/王郁文 |
| 金城武 | 鄧英俊      |
| 周海媚 | 柔情        |
| 童愛玲 | 珍珍/安娜   |
| 劉曉彤 | 阿May       |
| 倪星   |             |
| 葉榮祖 |             |
| 洪天明 |             |
| 洪天祥 |             |
| 王霄   | 山本先生    |
| 林迪安 |             |
| 馬愛迪 |             |
| 翁虹   | 向日葵      |

## 外部連結
- 香港影庫上《冇面俾》的資料（繁體中文）
- 互联网电影数据库（IMDb）上《冇面俾》的资料（英文）